# Język kreolski hawajski
Język kreolski hawajski (ang. Hawaiʻi Creole English, HCE, niekiedy także Hawaiʻi Pidgin English, popularnie Pidgin) – język kreolski na bazie angielskiego, używany na Hawajach przez miejscową ludność o różnym pochodzeniu etnicznym.
Wbrew swojej angielskiej nazwie (Hawaiʻi Pidgin) nie jest językiem pidżynowym.

## Historia
Pidżyn hawajski powstał z potrzeby komunikacji pomiędzy miejscową ludnością angielskojęzyczną a imigrantami przybywającymi z różnych krajów na Hawaje. Wpływ na kreolski hawajski miały języki: portugalski, hawajski, kantoński, a w mniejszym stopniu japoński, filipiński i koreański.

## System fonetyczny
- Angielskie spółgłoski zwarto-szczelinowe zapisywane za pomocą th zastępowane są przez zwarte d lub t: that > dat, a think > tink.
- Spółgłoska l w wygłosie często jest wymawiana jako o lub ol: mental > mento, people > peepo.
- Spółgłoska r po samogłosce jest często opuszczana: car > cah, słowo letter jest wymawiane jako letta.
- Opadająca intonacja w zdaniach pytajnych – prawdopodobnie cecha przejęta z języka hawajskiego.

## Gramatyka
Cechy charakterystyczne dla języka używanego na Hawajach:
- Ominięcie „to be” w funkcji kopuli: Da baby cute. lub Cute, da baby. zamiast „The baby is cute.” (wpływ języków azjatyckich)

- Zastąpienie „to be” w funkcji „bycia” przez stay (z portugalskiego „ficar”): Da book stay on top da table. zamiast „The book is on the table.”

Da water stay cold.
The water is cold.
- Czas przeszły tworzony za pomocą czasownika wen (went):

Jesus wen cry.
Jesus cried.
- Czas przyszły tworzony za pomocą goin (going) (typowe dla slangu amerykańskiego):

God goin do plenny good kine stuff fo him.
God is going to do a lot of good things for him.
- Zaprzeczenie w czasie przeszłym za pomocą neva (never):

He neva like dat.
He didn’t want that. (lub) He never wanted that. (lub) He didn’t like that.
- Użycie fo (for) zamiast „to” w bezokoliczniku:

I tryin fo tink.
lub
I try fo tink.
I’m trying to think.

## Słownictwo
Wyrażenia typowe dla języka hawajskiego:
- „I like try” lub „I like” zamiast „Could I have some?”
- „You like?” = „Do you want to try it?”
- „No can” = „I can’t”
- „bumbai bachi” = „That could be bad luck.” („bachi” to japońskie określenie na pecha)
- „Pau” = „It’s finished”
- „Ho, da guy, he stay akamai” = „Wow! He is pretty smart”
- „Like beef?” = „Do you have a problem with me?” lub „Do you want to fight me?”
- „Choke” = „numerous” lub „lots”
- „Broke da mout'” = „delicious” lub „tasty”